# Coca-Cola-slogans
Drycken Coca-Cola lanserades 1886 och har sedan dess haft flera olika kommersiella slogans genom åren.

## Slogans, 1886 - 2010 i USA[1]
- 1886 - Drink Coca-Cola.
- 1887 - Delicious! Refreshing! Invigorating! Exhilarating!
- 1891 - The Ideal Brain Tonic/The Delightful Summer-Winter beverage.
- 1904 - Delicious and refreshing.
- 1905 - Coca-Cola revives and sustains.
- 1906 - The great national temperance beverage.
- 1908 - Good til the last drop
- 1917 - Three million a day.
- 1922 - Thirst knows no season.
- 1923 - Enjoy life.
- 1924 - Refresh yourself.
- 1925 - Six million a day.
- 1926 - It had to be good to get where it is.
- 1927 - Pure as Sunlight
- 1927 - Around the corner from anywhere.
- 1928 - Coca-Cola ... pure drink of natural flavors.
- 1929 - The pause that refreshes.
- 1932 - Ice-cold sunshine.
- 1937 - America's favorite moment.
- 1938 - The best friend thirst ever had.
- 1938 - Thirst asks nothing more.
- 1939 - Coca-Cola goes along.
- 1939 - Coca-Cola has the taste thirst goes for.
- 1939 - Whoever you are, whatever you do, wherever you may be, when you think of refreshment, think of ice cold Coca-Cola.
- 1941 - Coca-Cola is Coke!
- 1942 - The only thing like Coca-Cola is Coca-Cola itself.
- 1944 - How about a Coke?
- 1945 - Coke means Coca-Cola.
- 1945 - Passport to refreshment.
- 1947 - Coke knows no season.
- 1948 - Where there's Coke there's hospitality.
- 1949 - Coca-Cola ... along the highway to anywhere.
- 1952 - What you want is a Coke.
- 1954 - For people on the go.
- 1956 - Coca-Cola ... makes good things taste better.
- 1957 - The sign of good taste.
- 1958 - The Cold, Crisp Taste of Coke
- 1959 - Be really refreshed.
- 1963 - Things go better with Coke.
- 1966 - Coke ... after Coke ... after Coke.
- 1969 - It's the real thing.
- 1971 - I'd like to buy the world a Coke. (reklamjingeln inspirerade till låten "I'd Like to Teach the World to Sing (In Perfect Harmony)")
- 1974 - Look for the real things.
- 1976 - Coke adds life.
- 1979 - Have a Coke and a smile
- 1982 - Coke is it!
- 1985 - America's Real Choice
- 1986 - Red White & You (för Coca-Cola Classic)
- 1986 - Catch the Wave (för New Coke)
- 1989 - Can't Beat the Feeling. (också använd i Storbritannien)
- 1993 - Always Coca-Cola.
- 2000 - Enjoy.
- 2001 - Life tastes good. (också använd i Storbritannien)
- 2003 - Real.
- 2005 - Make It Real.
- 2006 - The Coke Side of Life (också använd i Storbritannien)
- 2007 - Live on the Coke Side of Life (också använd i Storbritannien)
- 2009 - Open Happiness
- 2010 - Twist The Cap To Refreshment
- 2011 - Life Begins Here

## Coca Cola-slogans i Australien och Nya Zeeland
- "Be really refreshed" (1961)
- "Things go better with Coke" (1965)
- "It's the real thing" (1972)
- "Coke adds life" (1977)
- "Smile. Coke adds life" (1980)
- "Coke is it!" (1982)
- "You Can't Beat the Feeling" (1987)
- "Live on the Coke side of life" (2008)
- "Real taste. Uplifting refreshment" (2009)
- "Open Happiness" (2011)
- "Pepsi Sucks" (2011)

## Coca Cola-slogans i Ryssland
- "Всегда Coca-Cola" (1993–2009, "Always Coca-Cola")
- "Coca-Cola идет в дом!" (2010, "Coca-Cola is going to the house!")

## Coca Cola-slogans i Indien
- "Thanda matlab Coca-Cola!" ("Cold means Coca-Cola!") (2000s) [2]
- "Pio sar utha ke" ("Drink with pride")
- "Jo chaho ho jaye, Coca-Cola enjoy!" ("Whatever you wish will come true, enjoy Coca-Cola!")

## Coca Cola-slogans i Indonesien
- "Minumlah Coca-Cola" (1994)
- "Semangat Coca-Cola" (2000)
- "Segarnya Mantap" (2002)
- "Hidup ala Coca-Cola" (2007)
- "Brrr... Hidup ala Coca-Cola" (2009)
- "Buka Coca-Cola, Buka semangat baru" (2010)

## Coca Cola-slogans i Uruguay och Argentina
- 1960: La pausa que refresca
- 1961: Coca-Cola refresca más
- 1963: Todo va mejor con Coca-Cola
- 1976: Coca-Cola da más vida
- 1980: La chispa de la vida
- 1982: Coca-cola es así
- 1990: Es sentir de verdad
- 1993: Siempre Coca Cola
- 2005: Toma lo bueno
- 2008: EL lado Coca-Cola de la vida
- 2010: Destapá la felicidad

## Coca Cola-slogans i Pakistan
- "Dill Hai To Mango Aur" ("if you have a heart ask for more") (2000-talet)

## Coca Cola-slogans i Italien
- "Coca-Cola di più!" (1980-talet)

## Coca Cola-slogans i Polen
- "Coca-Cola. To jest to!" (There it is!) (1982) [3]